# Karin Abma
Karin Abma (Arnhem, 5 december 1951) is een voormalige Nederlandse roeister. Ze nam eenmaal deel aan de Olympische Spelen, maar won bij die gelegenheid geen medaille.
Abme maakte haar olympisch debuut op de Olympische Spelen van 1976 in Montreal bij de acht met stuurvrouw. De Nederlands roeiploeg werden in de 2e serie van de eliminaties vierde in 3.06,78. In de herkansing behaalde ze in de 2e serie een derde plaats in 3.21,44. Hierdoor mochten ze starten in de kleine finale waarbij ze achtste en laatste werden met een tijd van 3.35,87.
Ze was in haar actieve tijd aangesloten bij de ASR Nereus. Van beroep was ze leerkracht in het basisonderwijs.

## Palmares

### roeien (twee zonder stuurvrouw)
- 1977:  WK - 3.30,54
- 1978:  WK - 4.05,38

### roeien (acht met stuurvrouw)
- 1975: 4e WK - 3.23,21
- 1976: 8e OS - 3.35,87

Karin Abma · 
Joke Dierdorp · 
Barbara de Jong · 
Annette Schortinghuis-Poelenije · 
Marleen van Rij · 
Maria Kusters-ten Beitel · 
Liesbeth Pascal-de Graaff · 
Loes Schutte · 
Evelien Koogje (stuurvrouw)